# Maria Schetelich
Maria Schetelich (* 1938) ist eine deutsche Indologin.

## Leben
Von 1957 bis 1962 studierte sie Indologie und Ethnologie an der Humboldt-Universität zu Berlin. Nach der Promotion 1968 über dörfliche Wirtschafts- und Rechtsverhältnisse im Kautiliya Arthashastra und Habilitation 1983/86 über die Entstehung von varna-Theorie und varna-System in vedischer Zeit war sie von 1992 bis 1996 wissenschaftliche Mitarbeiterin am Institut für Indologie und Zentralasienwissenschaften der Universität Leipzig im Rahmen des Wissenschaftler-Integrationsprogramms für Mitarbeiter der ehemaligen Akademie der Wissenschaften der DDR. Von 1962 bis 1992 arbeitete sie an der Akademie der Wissenschaften zu Berlin (Institut für Orientforschung, Zentralinstitut für Alte Geschichte und Archäologie, Bereich Alter Orient). 1997 wurde sie in den Lehrkörper des Instituts für Indologie und Zentralasienwissenschaften übernommen. Von 1992 bis 1998 war sie Mitarbeiterin am Projekt des Zentrums für interdisziplinäre Forschung Bielefeld Geschichtsdenken und historische Sinnbildung im interkulturellen Vergleich.
Ihre Arbeitsgebiete sind Staatslehre und politische Theorie (Arthashastra, Nītishastra), Dharmashastra, Epos und Purana, indische Historiographie (Altertum und Mittelalter) und Wissenschaftsgeschichte.

## Schriften (Auswahl)
- mit Eva Ritschl: Studien zum Kauṭilīya Arthaśāstra. Berlin 1973, OCLC 802087152.
- mit Walter-Friedrich Reineke, Helmut Freydank und Thomas Thilo: Der Alte Orient in Stichworten. Wien 1979, ISBN 3-85063-090-0.
- mit Eva Ritschl: Die fünfundzwanzig Erzählungen des Totendämons. Aus dem Sanskrit. Leipzig 1989, ISBN 3-379-00470-7.
- als Herausgeberin mit Helmut Eimer, Michael Hahn und Peter Wyzlic: Studia Tibetica et Mongolica. (Festschrift Manfred Taube). Swisttal-Odendorf 1999, ISBN 3-923776-34-9.